# Col de Zekari
Le col de Zekari (géorgien : ზეკარი) est un col de haute montagne situé à 2 182 m d'altitude, à la limite entre la Samtskhé-Djavakhétie et l'Iméréthie, en Géorgie. Au sud se situe Abastumani, une petite ville et station thermale dans la municipalité d'Adigeni.